# Kanton Habsheim
Kanton Habsheim (fr. Canton de Habsheim) byl francouzský kanton v departementu Haut-Rhin v regionu Alsasko. Tvořilo ho pět obcí. Zrušen byl po reformě kantonů 2014.

## Obce kantonu
- Eschentzwiller
- Habsheim
- Riedisheim
- Rixheim
- Zimmersheim